# Vasile Alecsandri (okręg Gałacz)
Vasile Alecsandri – wieś w Rumunii, w okręgu Gałacz, w gminie Braniștea. W 2011 roku liczyła 1007 mieszkańców.